# Иосиф (Раячич)
Патриарх Иосиф (серб. Патријарх Јосиф, в миру Илия Раячич, серб. Илија Рајачић; 20 июля 1785 — 13 декабря 1861) — патриарх Карловацкий, первый патриарх восстановленного Сербского патриархата Православной церкви.

## Биография
Родился в 1785 году в деревне Лучане, что под Бриньей в области Лика, его отцом был священник Лука, который дал сыну мирское имя Илия. Сначала он посещал школу в Бринье, а затем учился в Загребе, Карловцах и Сегеде, освоив двухгодичный курс философии. Затем он изучал в Вене право и латынь. Ему не удалось завершить образование, так как в 1809 году Австрия вступила в войну с Наполеоном, и ему пришлось вступить в армию.
После войны он покинул армию и, чтобы посвятить себя служению своему народу, пошёл в монастырь Гомирье и 10 апреля 1810 года стал монахом.
В 1829 году он стал епископом Далматинским, и будучи на этом посту до 1833 года внёс большой вклад в борьбу с насаждением униатства среди сербов. С 5 июля 1833 года стал епископом Врашским.
В августе 1842 года скончался карловацкий митрополит Стефан (Станкович), и для выборов нового митрополита был собран Народно-церковный собор. В связи с тем, что собор не смог выбрать одну кандидатуру, император Фердинанд I решил, что новым митрополитом должен стать Иосиф (Раячич).
В 1848 году во время революционных волнений в Австрийской империи сербы собрались в мае на народное собрание в Сремских Карловцах. Майская скупщина провозгласила создание сербской автономии — Сербской Воеводины, а Иосифа Раячича избрала председателем её правительства и сербским патриархом. Таким образом был восстановлен сербский патриархат, прервавшийся после ликвидации в 1766 году Печского патриархата. После подавления венгерской революции австрийские власти не видели нужды в дальнейшем заигрывании с сербами, и в 1849 году вместо Сербской воеводины была образована другая административная единица — Воеводство Сербия и Темешварский банат. В результате, Иосиф (Раячич) стал исключительно духовным владыкой.
Патриарх Иосиф внёс большой вклад в развитие сербской православной церкви в Австрийской империи. В Сремских Карловцах, где размещалась его резиденция, он открыл патриаршью библиотеку и типографию, основал музей и ботанический сад, а в 1854 году даже пытался открыть университет.